# Conseil international pour la science
Le Conseil international des unions scientifiques (CIUS ; en anglais, International Council of Scientific Unions, ICSU) est une ancienne organisation non gouvernementale internationale fondée en 1931 pour promouvoir l'activité scientifique internationale dans les différentes branches des sciences et techniques et son application dans l'intérêt de l'humanité. Il représente l'évolution et l'expansion de deux organismes précédents : l’Association internationale des académies (AAI, 1899-1914) et le Conseil international de recherches (IRC, 1919-1931).
En 1998, les membres sont convenus que la composition et les activités actuelles du Conseil seraient mieux pris en compte en modifiant le nom du Conseil international des unions scientifiques en Conseil international pour la science (en anglais International Council for Science), tandis que sa riche histoire et son identité seraient bien servis en conservant le sigle existant, le ICSU.
En 2018, le Conseil international pour la science (ICSU) et le Conseil international des sciences sociales (ISSC) fusionnent pour constituer un conseil unifié, sous le nom de Conseil international des sciences (CIS).

## Membres
Le Conseil international pour la science (ICSU) comptait comme membres 31 unions scientifiques et 121 membres nationaux couvrant 141 pays. En outre, le ICSU a 22 associés scientifiques internationaux.

### Unions scientifiques internationales
| Sigle  | Union scientifique                                                             | depuis | champs                                            |
| ------ | ------------------------------------------------------------------------------ | ------ | ------------------------------------------------- |
| IAU    | Union astronomique internationale                                              | 1919   | Astronomie                                        |
| IBRO   | Organisation internationale de recherche sur le cerveau                        | 1993   | Neurosciences                                     |
| IGU    | Union géographique internationale                                              | 1923   | Géographie                                        |
| IMU    | Union mathématique internationale                                              | 1922   | Mathématiques                                     |
| INQUA  | Union internationale pour l'étude du Quaternaire (en)                          | 2005   | Quaternaire                                       |
| ISA    | Association internationale de sociologie                                       | 2011   | Sociologie et sciences humaines et sociales       |
| ISPRS  | Société internationale de photogrammétrie et de télédétection (en)             | 2002   | photogrammétrie et télédétection                  |
| IUAES  | Union internationale des sciences anthropologiques et ethnologiques (en)       | 1993   | Anthropologie et ethnologie                       |
| IUBMB  | Union internationale de biochimie et de biologie moléculaire                   | 1955   | Biochimie et biologie moléculaire                 |
| IUBS   | Union internationale des sciences biologiques                                  | 1925   | Biologie                                          |
| IUCr   | Union internationale de cristallographie                                       | 1947   | Cristallographie                                  |
| IUFRO  | Union internationale des instituts de recherches forestières (en)              | 2005   | Sylviculture                                      |
| IUFoST | Union internationale de science et de technologie alimentaires (en)            | 1996   | Science alimentaire et technologie alimentaire    |
| IUGG   | Union géodésique et géophysique internationale                                 | 1919   | Géodésie et géophysique                           |
| IUGS   | Union internationale des sciences géologiques                                  | 1961   | Géologie                                          |
| IUHPST | Union internationale d'histoire et de philosophie des sciences                 | 1947   | Histoire des sciences et philosophie des sciences |
| IUIS   | Union internationale des sociétés d'immunologie                                | 1976   | Immunologie                                       |
| IUMRS  | International Union of Materials Research Societies                            | 2005   | Science des matériaux                             |
| IUMS   | Union internationale des sociétés de microbiologie                             | 1982   | Microbiologie                                     |
| IUNS   | Union internationale des sciences de la nutrition                              | 1968   | Nutrition                                         |
| IUPAB  | Union internationale de biophysique pure et appliquée                          | 1966   | Biophysique                                       |
| IUPAC  | Union internationale de chimie pure et appliquée                               | 1919   | Chimie                                            |
| IUPAP  | Union internationale de physique pure et appliquée                             | 1922   | Physique                                          |
| IUPESM | Union internationale des sciences physiques et technologiques en médecine (en) | 1999   | Physique médicale et génie biomédical             |
| IUPHAR | International Union of Basic and Clinical Pharmacology (en)                    | 1972   | Pharmacologie                                     |
| IUPS   | Union internationale des sciences physiologiques (en)                          | 1955   | Physiologie                                       |
| IUPsyS | Union internationale de psychologie scientifique (en)                          | 1982   | Psychologie expérimentale                         |
| IUSS   | Union internationale de la science du sol (en)                                 | 1993   | Pédologie                                         |
| IUTAM  | Union internationale de mécanique théorique et appliquée                       | 1947   | Mécanique                                         |
| IUTOX  | Union internationale de toxicologie                                            | 1966   | Toxicologie                                       |
| URSI   | Union radio-scientifique internationale                                        | 1919   | Radiotélégraphie                                  |

### Membres nationaux
Parmi les 121 Membres scientifiques nationaux, 90 sont membres à part entière, 8 sont associés scientifiques nationaux et 23 observateurs scientifiques nationaux.
Les membres associés sont qualifiés de principe, mais pas encore prêts pour une adhésion à part entière. Les observateurs sont des membres qui ont manqué à leurs obligations financières.
| Pays                          | Membre national                                                                             | depuis |
| ----------------------------- | ------------------------------------------------------------------------------------------- | ------ |
| Albanie                       | Academy of Sciences                                                                         | 2009   |
| Allemagne                     | Deutsche Forschungsgemeinschaft (DFG)                                                       | 1952   |
| Angola                        | Foundation of Science and Development                                                       | 2010   |
| Argentine                     | Conseil national de la recherche scientifique et technique (CONICET)                        | 1931   |
| Arménie                       | Académie nationale des sciences de la République d'Arménie                                  | 1992   |
| Australie                     | Académie australienne des sciences (AAS)                                                    | 1919   |
| Autriche                      | Académie autrichienne des sciences                                                          | 1950   |
| Azerbaïdjan                   | Académie nationale des sciences de la république d'Azerbaïdjan                              | 1999   |
| Bangladesh                    | Bangladesh Academy of Sciences (en)                                                         | 1986   |
| Biélorussie                   | Académie nationale des sciences de Biélorussie (NASB)                                       | 1992   |
| Belgique                      | The Royal Academies for Science and the Arts of Belgium (RASAB)                             | 1919   |
| Bolivie                       | Academia Nacional de Ciencias de Bolivia (es) (ANCB)                                        | 1978   |
| Bosnie-Herzégovine            | Académie des sciences et des arts de Bosnie-Herzégovine (ANUBiH)                            | 2010   |
| Bosnie-Herzégovine            | Academy of Sciences and Arts of the Republic of Srpska (ANURS)                              | 2009   |
| Botswana                      | Ministry of Infrastructure Science and Technology                                           | 2006   |
| Brésil                        | Académie brésilienne des sciences (ABC)                                                     | 1919   |
| Bulgarie                      | Académie bulgare des sciences (BAS)                                                         | 1931   |
| Burkina Faso                  | Centre National de la Recherche Scientifique et Technologique                               | 1981   |
| Cameroun                      | Cameroon Academy of Sciences                                                                | 1999   |
| Canada                        | Conseil national de recherches Canada (CNRC)                                                | 1919   |
| Caraïbes                      | Caribbean Academy of Sciences (CAS)                                                         | 1993   |
| Chili                         | Académie chilienne des sciences                                                             | 1931   |
| République populaire de Chine | China Association for Science and Technology (CAST)                                         | 1937   |
| République de Chine           | Academy of Sciences located in Taipei                                                       | 1937   |
| Colombie                      | Academia Colombiana de Ciencias Exactas, Fisicas y Naturales                                | 1986   |
| Costa Rica                    | Academia Nacional de Ciencias                                                               | 1996   |
| Cuba                          | Académie des Sciences de Cuba                                                               | 1931   |
| République tchèque            | Académie tchèque des sciences                                                               | 1922   |
| Côte d'Ivoire                 | Académie des sciences, des arts, des cultures d'Afrique et des diasporas africaines (ASCAD) | 1992   |
| Danemark                      | Académie royale danoise des sciences et des lettres                                         | 1922   |
| République dominicaine        | Academy of Sciences of the Dominican Republic                                               | 2008   |
| Égypte                        | Academy of Scientific Research and Technology (ASRT)                                        | 1925   |
| Salvador                      | Ministerio de Educación                                                                     | 2013   |
| Estonie                       | Académie estonienne des sciences                                                            | 1992   |
| Éthiopie                      | Ethiopian Science and Technology Agency                                                     | 2006   |
| Finlande                      | Council of Finnish Academies                                                                | 1931   |
| France                        | Académie des Sciences                                                                       | 1919   |
| Géorgie                       | Académie nationale des sciences de Géorgie                                                  | 1992   |
| Ghana                         | Académie ghanéenne des arts et des sciences                                                 | 1961   |
| Grèce                         | Académie d'Athènes                                                                          | 1919   |
| Guatemala                     | Academia de Ciencias Médicas Fisicas y Naturales de Guatemala                               | 1986   |
| Hongrie                       | Académie hongroise des sciences                                                             | 1931   |
| Inde                          | Indian National Science Academy (en) (INSA)                                                 | 1931   |
| Indonésie                     | Indonesian Institute of Sciences (LIPI)                                                     | 1931   |
| Irak                          | Ministry of Science and Technology                                                          | 1976   |
| Iran                          | Université de Téhéran                                                                       | 1963   |
| Irlande                       | Royal Irish Academy                                                                         | 1952   |
| Israël                        | Académie israélienne des sciences et lettres                                                | 1952   |
| Italie                        | Conseil national de la recherche                                                            | 1919   |
| Jamaïque                      | Scientific Research Council                                                                 | 1966   |
| Japon                         | Science Council of Japan                                                                    | 1919   |
| Jordanie                      | Royal Scientific Society (en)                                                               | 1966   |
| Kazakhstan                    | Académie nationale des sciences de la république du Kazakhstan                              | 1995   |
| Kenya                         | Kenya National Academy of Sciences                                                          | 1980   |
| Corée du Nord                 | State Academy of Sciences                                                                   | 1961   |
| Corée du Sud                  | Académie des sciences de la République de Corée                                             | 1961   |
| Laos                          | Lao National Science Council                                                                | 2008   |
| Lettonie                      | Académie des sciences de Lettonie                                                           | 1931   |
| Liban                         | National Council for Scientific Research                                                    | 1974   |
| Lesotho                       | Department of Science and Technology                                                        | 2007   |
| Lituanie                      | Lithuanian Academy of Sciences                                                              | 1992   |
| Luxembourg                    | Fonds National de la Recherche                                                              | 2004   |
| Macédoine du Nord             | Académie macédonienne des sciences et des arts                                              | 2002   |
| Madagascar                    | Ministère de l'Enseignement Supérieur et de la Recherche Scientifique                       | 1970   |
| Malawi                        | National Commission for Science and Technology                                              | 2006   |
| Malaisie                      | Academy of Sciences Malaysia                                                                | 1977   |
| Maurice                       | Mauritius Research Council                                                                  |        |
| Mexique                       | Académie mexicaine des sciences (es)                                                        |        |
| Moldavie                      | Academy of Sciences of Moldova                                                              |        |
| Monaco                        | Centre Scientifique de Monaco                                                               |        |
| Mongolie                      | Mongolian Academy of Sciences                                                               |        |
| Monténégro                    | Montenegrin Academy of Sciences and Arts                                                    |        |
| Maroc                         | Académie Hassan II des sciences et techniques                                               |        |
| Mozambique                    | Scientific Research Association of Mozambique (AICIMO)                                      |        |
| Namibie                       | Ministry of Education: Directorate of Research, Science and Technology                      |        |
| Népal                         | Nepal Academy of Science and Technology (NAST)                                              |        |
| Pays-Bas                      | Académie royale néerlandaise des arts et des sciences                                       |        |
| Nouvelle-Zélande              | Royal Society of New Zealand (RSNZ)                                                         |        |
| Nigeria                       | Nigerian Academy of Science                                                                 |        |
| Norvège                       | Académie norvégienne des sciences et des lettres                                            |        |
| Pakistan                      | Pakistan Association for the Advancement of Science (en)                                    |        |
| Panama                        | Université de Panama (es)                                                                   |        |
| Pérou                         | Académie nationale des sciences exactes, physiques et naturelles (es) (ANC)                 |        |
| Philippines                   | National Research Council                                                                   |        |
| Pologne                       | Académie polonaise des sciences                                                             |        |
| Portugal                      | Académie des sciences de Lisbonne                                                           |        |
| Roumanie                      | Académie roumaine                                                                           |        |
| Russie                        | Académie des sciences de Russie                                                             |        |
| Rwanda                        | Kigali Institute of Science and Technology (KIST)                                           |        |
| Arabie saoudite               | King Abdulaziz City for Science and Technology (KACST)                                      |        |
| Sénégal                       | Association des Chercheurs Sénégalais                                                       |        |
| Serbie                        | Serbian Academy of Sciences and Arts                                                        |        |
| Seychelles                    | Seychelles Centre for Marine Research and Technology                                        |        |
| Singapour                     | Singapore National Academy of Science                                                       |        |
| Slovaquie                     | Académie slovaque des sciences                                                              |        |
| Slovénie                      | Slovenian Academy of Sciences and Arts                                                      |        |
| Afrique du Sud                | National Research Foundation (NRF)                                                          |        |
| Océanie                       | Université du Pacifique Sud                                                                 |        |
| Espagne                       | Ministère de la Science                                                                     |        |
| Sri Lanka                     | National Science Foundation                                                                 |        |
| Soudan                        | National Centre for Research                                                                |        |
| Eswatini                      | National Research Council                                                                   |        |
| Suède                         | Académie royale des sciences de Suède                                                       |        |
| Suisse                        | Académies suisses des sciences                                                              |        |
| Tadjikistan                   | Academy of Sciences of the Republic of Tajikistan                                           |        |
| Tanzanie                      | Tanzania Commission for S&T                                                                 |        |
| Thaïlande                     | National Research Council of Thailand                                                       |        |
| Togo                          | Chancellerie des Universités du Togo                                                        |        |
| Tunisie                       | Université de Tunis - El Manar                                                              |        |
| Turquie                       | Scientific and Technical Research Council of Turkey                                         |        |
| Ouganda                       | Uganda National Council for Science and Technology (UNCST)                                  |        |
| Ukraine                       | Académie ukrainienne des sciences                                                           |        |
| Royaume-Uni                   | Royal Society                                                                               |        |
| États-Unis                    | Académie nationale des sciences                                                             |        |
| Uruguay                       | Comisión Consejo Nacional de Innovacion Ciencia y Tecnologia (CONICYT)                      |        |
| Ouzbékistan                   | Uzbekistan Academy of Sciences                                                              |        |
| Vatican                       | Académie pontificale des sciences                                                           |        |
| Venezuela                     | Fondo Nacional de Ciencia, Tecnología e Innovación                                          |        |
| Vietnam                       | Vietnam Union of Science and Technology Associations (en)                                   |        |
| Zambie                        | Zambia Academy of Sciences                                                                  |        |
| Zimbabwe                      | Research Council of Zimbabwe                                                                |        |

### Associés scientifiques
| Sigle           | Associés                                                                      |
| --------------- | ----------------------------------------------------------------------------- |
| 4S              | Society for Social Studies of Science                                         |
| AAS             | Academie Africaine des Sciences                                               |
| AASSA           | Association of Academies and Societies of Sciences in Asia                    |
| ACAL            | Academia de Ciencias de América Latina                                        |
| CIE             | Commission internationale de l'éclairage                                      |
| FIG             | Fédération internationale des géomètres                                       |
| IAHR            | International Association for Hydro-Environment Engineering and Research (en) |
| IASC            | International Arctic Science Committee (en)                                   |
| ICA (acoustics) | International Commission for Acoustics                                        |
| ICIAM           | Conseil international des mathématiques industrielles et appliquées           |
| ICLAS           | International Council for Laboratory Animal Science                           |
| ICO             | Commission internationale d'optique                                           |
| ICSTI           | International Council for Scientific and Technical Information (en)           |
| IFIP            | International Federation for Information Processing                           |
| IFLA            | Fédération internationale des associations et institutions de bibliothèques   |
| IFS             | International Foundation for Science (en)                                     |
| IFSM            | Fédération internationale des sociétés de microscopie électronique (en)       |
| IIASA           | International Institute for Applied Systems Analysis                          |
| IUVSTA          | International Union for Vacuum Science, Technique and Applications (en)       |
| IWA             | International Water Association                                               |
| PSA             | Pacific Science Association (en)                                              |
| TWAS            | The World Academy of Sciences                                                 |
| UIS             | Union internationale de spéléologie                                           |

## Siège de l'ICSU
Le siège principal est situé à Paris, 5 rue Auguste-Vacquerie, dans le 16e arrondissement.
Le conseil a de plus des bureaux régionaux:
- pour l'Afrique, à Pretoria, Afrique du Sud
- pour l'Asie et le Pacifique à Kuala Lumpur, Malaisie
- pour l'Amérique latine et les Caraïbes, à Mexico, Mexique

## ICSU en France
La France est représentée par le COFUSI, émanant de l'Académie des sciences.

## Sous-groupe européen
Un sous-groupe européen a été constitué en 2004 au sein de l'association, dit « Group of the European members of ICSU » qui dispose d'un secrétariat propre depuis 2011 et se réunit une fois par an. Il a été créé à l'initiative des membres européens de l'ICSU pour « renforcer la coopération régionale et le réseautage entre les membres. L'objectif du groupe européen est de renforcer la science internationale en renforçant la coopération au sein de la famille du CIUS et en veillant à ce qu'il y ait une interface entre le niveau national et international des activités » . Il vise aussi à « renforcer la visibilité de l'ICSU dans les pays européens ».

## Mission et principes
« To identify and address major issues of importance to science and society, by mobilising the resources and knowledge of the international scientific community; to promote the participation of all scientists, irrespective of race, citizenship, language, political stance or gender in the international scientific endeavour; to facilitate interactions between different scientific disciplines and between scientists from ‘Developing’ and ‘Developed’ countries; to stimulate constructive debate by acting as an authoritative independent voice for international science and scientists. »
ICSU a été créé en 1931 pour rassembler des scientifiques des sciences de la nature dans une entreprise scientifique internationale. En juillet 2006, il comprenait 107 membres, institutions nationales scientifiques multidisciplinaires, associés ou observateurs (conseils de recherche scientifique ou académies des sciences) et 29 unions scientifiques internationales mono disciplinaires. L’ICSU a aussi 24 sociétés scientifiques affiliées.
Un principe fondamental de l’ICSU est l'universalité de la science, qui affirme le droit et la liberté des scientifiques de s'associer dans une activité scientifique internationale sans se préoccuper de facteurs tels que la race, la nationalité, le sexe, la langue ou l'idéologie politique.
Le conseil agit comme un forum pour l'échange d'idées, d'informations et le développement de standards scientifiques. Des centaines de congrès, symposiums et autres réunions scientifiques sont organisés chaque année dans le monde et un grand nombre de lettres d'informations, de manuels et de journaux sont publiés.

## Financement
La principale ressource de l’ICSU est la contribution qu'elle reçoit de ses membres.
D'autres sources de revenus sont des contrats cadres de l’UNESCO et des gratifications ou des contrats d'autres institutions des Nations unies, de fondations ou d'agences nationales, qui ont l'habitude de soutenir les activités scientifiques de l’ICSU et d'institutions interdisciplinaires.

## Liste des dirigeants
| Identité                           | Période | Période | Durée |
| Identité                           | Début   | Fin     | Durée |
| ---------------------------------- | ------- | ------- | ----- |
| Catherine Bréchignac (née en 1946) | 2008    | 2011    | 3 ans |
| Yuan Tseh Lee (né en 1936)         | 2011    | 2014    | 3 ans |
| Gordon McBean (né au XXe siècle)   | 2014    | 2018    | 4 ans |

## Fusion entre l'ICSU et l'ISSC pour former l'ISC
En juillet 2018, après 3 années de travaux, le Conseil international pour la science (ICSU) et le Conseil international des sciences sociales (ISSC) fusionnent et constituent un seul et même conseil unifié, sous le nom de Conseil international des sciences (ISC).
La première Assemblée générale du ISC, qui s'est tenue du 3 au 5 juillet à Paris, a élu son premier comité exécutif à cette occasion,, et ainsi entériné le transfert des activités de l'ICSU à l'ISC.